# Mark McGwire
Mark David McGwire (né le 1er octobre 1963 à Ponoma, Californie, États-Unis) est un ancien joueur de baseball. Il évolue dans les Ligues majeures de baseball de 1986 à 2001 pour les Athletics d'Oakland et les Cardinals de Saint-Louis. 
En 1998, au terme d'une course qui dure toute la saison avec Sammy Sosa des Cubs de Chicago, Mark McGwire bat le record de Roger Maris vieux de 37 ans en frappant pour Saint-Louis 70 coups de circuit en une saison, une marque qui est ensuite battue par Barry Bonds en 2001. McGwire termine sa carrière avec 583 circuits mais est la cible d'allégations de dopage, qu'il confirme plusieurs années après sa retraite.
Surnommé Big Mac, McGwire est la recrue de l'année de la Ligue américaine en 1987. Il reçoit 12 invitations au match des étoiles, remporte trois Bâtons d'argent et un Gant doré au poste de joueur de premier but. Il mène les majeures pour les coups de circuit lors des saisons 1987, 1996, 1997, 1998 et 1999.
Devenu instructeur après sa carrière de joueur, il est instructeur des frappeurs des Cardinals de Saint-Louis puis des Dodgers de Los Angeles avant d'être en décembre 2015 nommé instructeur de banc des Padres de San Diego. Comme joueur, il fait partie de l'équipe des Athletics d'Oakland championne de la Série mondiale 1989, et comme instructeur il est membre des Cardinals champions de la Série mondiale 2011.

## Carrière avec Oakland

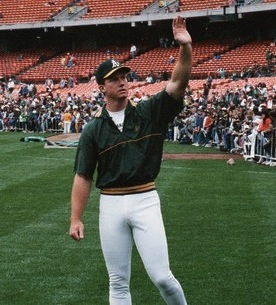
Mark McGwire en 1989 avec les Athletics d'Oakland.

McGwire a commencé sa carrière avec les Athletics d'Oakland en 1986. Lors de sa première saison il a frappé 49 circuits et 116 points produits, et fut élu la recrue de l'année. 49 est le meilleur total par une recrue. Il a également fini 6e lors du vote pour le meilleur joueur. Son coéquipier José Canseco fut élu la recrue de l'année en 1986 et ensemble ils furent surnommés les « Bash Brothers ». McGwire a continué sa carrière avec 32, 33 et 39 circuits et est donc devenu le premier joueur à frapper au moins 30 circuits lors de ses 4 premières saisons. Mais en 1991 il a frappé 22 circuits mais seulement 75 points produits. Sa moyenne fut ,201 et son gérant Tony La Russa l'a empêché de jouer la dernière partie de la saison pour que sa moyenne ne puisse pas tomber au-dessous de ,200. Il est revenu en 1992 avec 41 circuits et 109 points produits avant de rater presque deux saisons et n'a frappé que 18 circuits en 74 parties en deux saisons alors qu'il fut blessé.

## Carrière avec Saint-Louis

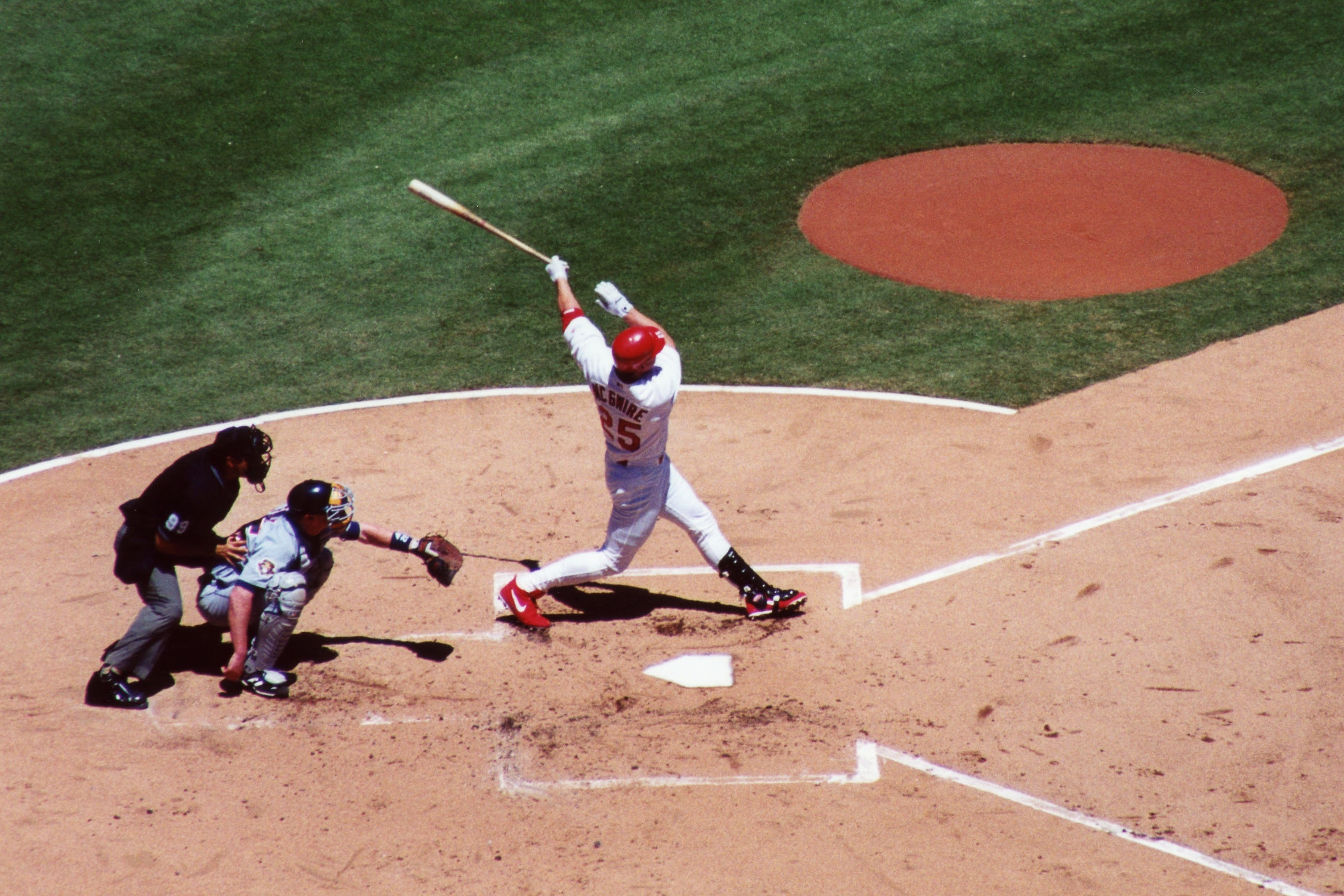
Mark McGwire en 2001 avec les Cardinals de Saint-Louis.

En 1997 McGwire fut transféré aux Cardinals. Il avait déjà frappé 34 circuits et a continué avec 24 circuits en 51 parties avec les Cardinals. Ses 58 circuits auraient égalé le record pour un droitier dans la Ligue américaine sauf qu'il fut transféré à une équipe dans la Ligue nationale. 
La saison suivante, 1998 il a frappé 70 circuits. Il a rivalisé toute la saison avec Sammy Sosa qui lui-même a dépassé Roger Maris. Le 8 septembre il a frappé son 62e circuit pour battre le record de Roger Maris établi en 1961. Il avait déjà dépassé Hank Greenberg et Jimmie Foxx pour les droitier en frappant son 59e circuit. À la fin de la saison il avait frappé 70 circuits, 4 plus que le total de Sammy Sosa. À la fin de la saison, c'est Sosa qui fut élu le meilleur joueur des ligues majeures. Sosa avait une meilleure moyenne au bâton, plus de points marqués et plus de points produits. 
Ils ont répété la bataille des cogneurs en 1999, McGwire a encore dépassé le palier de 60 avec 65 circuits, deux circuits d'avance sur Sosa. Il avait 147 points produits en 153 parties mais c'est Chipper Jones qui fut élu le meilleur joueur. McGwire a fini 5e mais a battu Sosa qui a fini 9e. McGwire fut encore blessé en 2000 et a raté la moitié de la saison, et après avoir frappé  ,189 en 2001 il a pris sa retraite.

## Dopage
En 2007 il a reçu 23,5 % des votes lors des élections pour entrer au Temple de la renommée du baseball, 75 % étant le palier nécessaire. José Canseco l'a cité dans son livre « Juiced: Wild Times, Rampant 'Roids, Smash Hits & How Baseball Got Big » comme l'un des joueurs qui a pris des produits dopants dans sa carrière. 
Le 17 mars 2005 il est apparu devant la « United States House Committee on Oversight and Government Reform » qui lui a demandé s'il a pris des produits dopants. McGwire a refusé de répondre. Trois ans plus tard, en 2010, son nom apparaissait sur 23,7 % des bulletins de vote. 
Les statistiques et accomplissements de McGwire sont équivalents à ceux de plusieurs membres du Temple de la renommée, mais l'idée que les rumeurs de dopage lui nuisent est largement répandue. 
Le 11 janvier 2010, McGwire avoue avoir consommé des stéroïdes pendant une bonne partie de sa carrière. Il dit en avoir consommé pour la première fois durant l'entre-saison 1989-1990, puis de façon plus régulière à partir de 1993, incluant sa saison record de 1998 où il avait établi un nouveau record de coups de circuit.
Ses aveux ne semblent pas améliorer ses chances d'entrer un jour à Cooperstown, puisqu'en janvier 2011, seulement 19,8 % des membres de l'Association des chroniqueurs de baseball d'Amérique inscrivent son nom sur les bulletins de vote lors de l'élection annuelle de nouveaux immortels. Ses appuis stagnent à 19,5 % en 2012 et 20,7 % en 2013, avant de chuter à 11 % et 10 % en 2014 et 2015, respectivement. À sa 10e et dernière année d'éligibilité en 2016, McGwire ne reçoit que 12,3 % d'appui.

## Instructeur

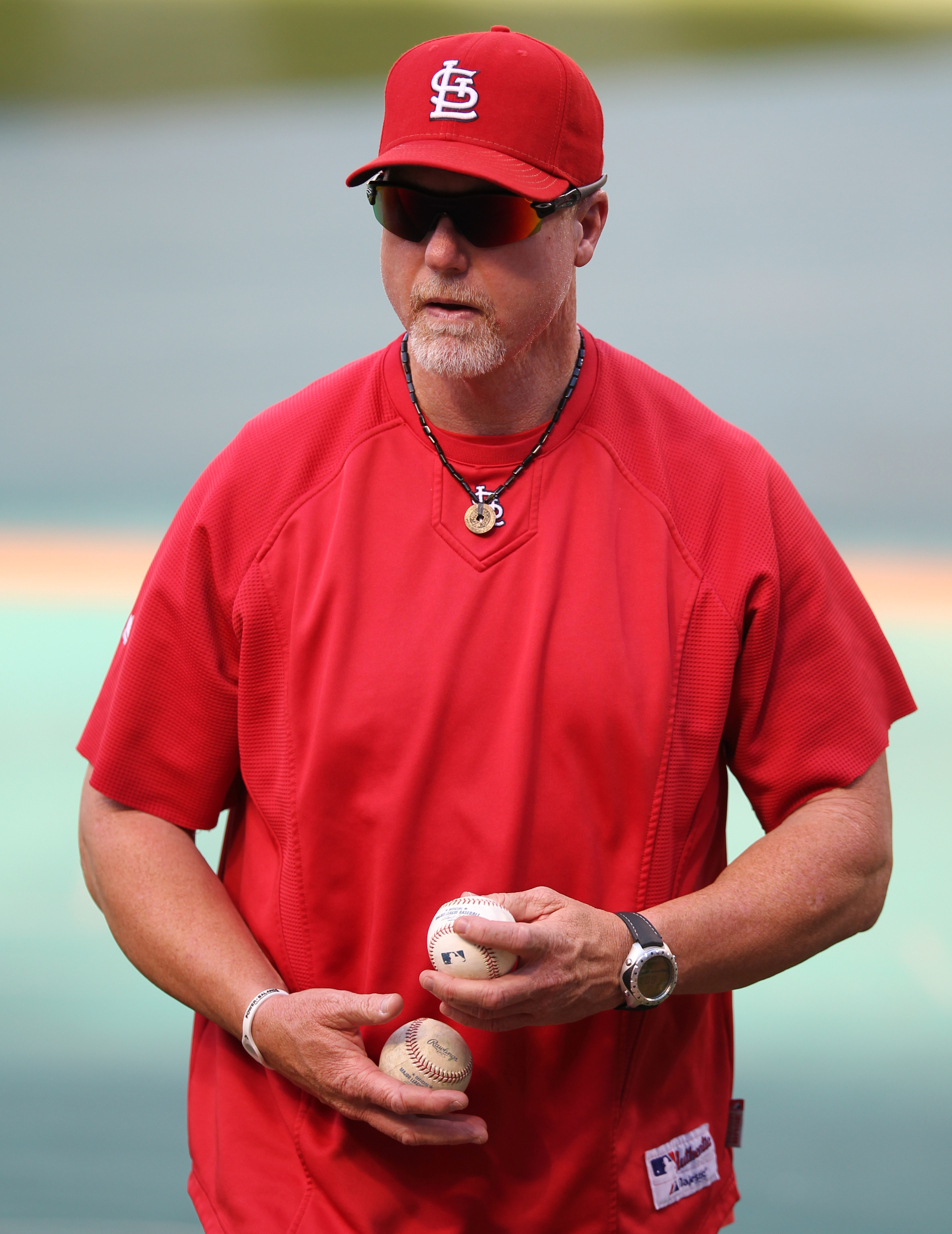
Mark McGwire, instructeur avec les Cardinals de Saint-Louis en 2011.

Le 26 octobre 2009, McGwire a été nommé instructeur des frappeurs des Cardinals de Saint-Louis. Après trois saisons, marquées par la conquête de la Série mondiale 2011 par Saint-Louis, McGwire quitte les Cards et accepte un poste similaire chez les Dodgers de Los Angeles en novembre 2012, peu après que ceux-ci aient congédié leur instructeur des frappeurs Dave Hansen. McGwire est instructeur des frappeurs des Dodgers de la saison 2013 à la saison 2015.
Le 2 décembre 2015, McGwire est nommé par les Padres de San Diego instructeur de banc aux côtés du nouveau gérant Andy Green.

## Palmarès
- 50 coups de circuit en 1996, 1997, 1998 et 1999
- Recrue de l'année en 1987
- 49 coups de circuit pendant sa première saison
- Le premier joueur qui a frappé 70 coups de circuit en une saison
- Meilleur total de coups de circuit pour un droitier (70 en 1998)
- Élu 14 fois dans l'équipe des étoiles.
- Membre de l'équipe du siècle

Statistiquement, McGwire a le meilleur ratio de présences au bâton et coups de circuit, un circuit toutes les 10,61 présences. Par contre, Babe Ruth qui détenait le record avant la carrière de McGwire a eu plus de 2000 présences de plus de McGwire, et 131 circuits de plus que McGwire. Il a frappé ,300 deux fois en 16 saisons mais sa moyenne n'est que de ,263, la moyenne de la ligue étant environ de ,266.